# Cursa de Solidarność i els Atletes Olímpics
La Cursa de Solidarność i els Atletes Olímpics és una cursa ciclista per etapes polonesa. Creada el 1990 amb el nom de Cursa de la Solidaritat Olímpica, va esdevenir professional el 1996. El 2005 va entrar a formar part de l'UCI Europa Tour, i l'any següent va adoptar el nom actual en record del sindicat Solidarność.

## Palmarès
| Any                                         | Vencedor              | Segon                 | Tercer             |
| ------------------------------------------- | --------------------- | --------------------- | ------------------ |
| Cursa de la Solidaritat Olímpica            |                       |                       |                    |
| 1990                                        | Czesław Rajch         | Jerzy Sikora          | Zbigniew Rudyk     |
| 1991                                        | Tomasz Brożyna        | Dariusz Baranowski    | Kestutis Stakenas  |
| 1992                                        | Ievgueni Berzin       | Dariusz Baranowski    | Marek Leśniewski   |
| 1993                                        | Dariusz Baranowski    | Piotr Wadecki         | Tomasz Brożyna     |
| 1994                                        | Raimondas Rumšas      | Dariusz Baranowski    | Steffen Blochwitz  |
| 1995                                        | Artur Krasinski       | Marek Wrona           | Jacek Bodyk        |
| 1996                                        | Tomasz Brożyna        | Marty Jemison         | Raimondas Rumšas   |
| 1997                                        | Piotr Wadecki         | Ludovic Auger         | Artur Krasinski    |
| 1998                                        | Tomasz Brożyna        | Romāns Vainšteins     | Gorazd Štangelj    |
| 1999                                        | Tomasz Brożyna        | Wojciech Pawlak       | Jörg Ludewig       |
| 2000                                        | Arkadiusz Wojtas      | Remigius Lupeikis     | Piotr Chmielewski  |
| 2001                                        | Ondřej Sosenka        | Thomas Liese          | Piotr Przydział    |
| 2002                                        | Radosław Romanik      | Zbigniew Piątek       | Sławomir Kohut     |
| 2003                                        | Oleg Joukov           | Sławomir Kohut        | Oleksandr Klymenko |
| 2004                                        | Bogdan Bondariew      | Sławomir Kohut        | Piotr Mazur        |
| 2005                                        | Piotr Wadecki         | Maurizio Varini       | František Raboň    |
| Cursa de Solidarność i els Atletes Olímpics |                       |                       |                    |
| 2006                                        | Robert Radosz         | Marcin Sapa           | Łukasz Bodnar      |
| 2007                                        | Łukasz Bodnar         | Błażej Janiaczyk      | Gregor Gazvoda     |
| 2008                                        | Łukasz Bodnar         | Denys Kostyuk         | Błażej Janiaczyk   |
| 2009                                        | Artur Krol            | Andrí Hrivko          | Radosław Romanik   |
| 2010                                        | Jacek Morajko         | Pasquale Muto         | Stefan Schäfer     |
| 2011                                        | Marcin Sapa           | Oleksandr Xeidik      | Roman Broniš       |
| 2012                                        | Mariusz Witecki       | Bartosz Huzarski      | Adam Pierzga       |
| 2013                                        | Vitali Popkov         | Jiří Hudeček          | Stefan Schäfer     |
| 2014                                        | Kamil Zieliński       | Mirko Tedeschi        | Davide Ballerini   |
| 2015                                        | Johim Ariesen         | Paweł Franczak        | Vitali Buts        |
| 2016                                        | Yauhen Sobal          | Tymur Maleev          | Jasper Hamelink    |
| 2017                                        | Mateusz Komar         | Paweł Cieślik         | Adam Stachowiak    |
| 2018                                        | Sylwester Janiszewski | Maciej Paterski       | Aaron Van Poucke   |
| 2019                                        | Norman Vahtra         | Patryk Stosz          | Jason van Dalen    |
| 2020                                        | Stanisław Aniołkowski | Sylwester Janiszewski | Itamar Einhorn     |
| 2021                                        | Jan Bárta             | Jakub Ťoupalík        | Casper van Uden    |
| 2022                                        | Timo Kielich          | Tomasz Budziński      | Matúš Štoček       |
| 2023                                        | Siim Kiskonen         | Max Kroonen           | Michal Pomorski    |
| 2024                                        | Tobiasz Pawlak        | Patryk Stosz          | Tim den Braber     |
| 2025                                        | Marceli Bogusławski   | Michał Pomorski       | Joppe Heremans     |